# Okružní třída (Brno)

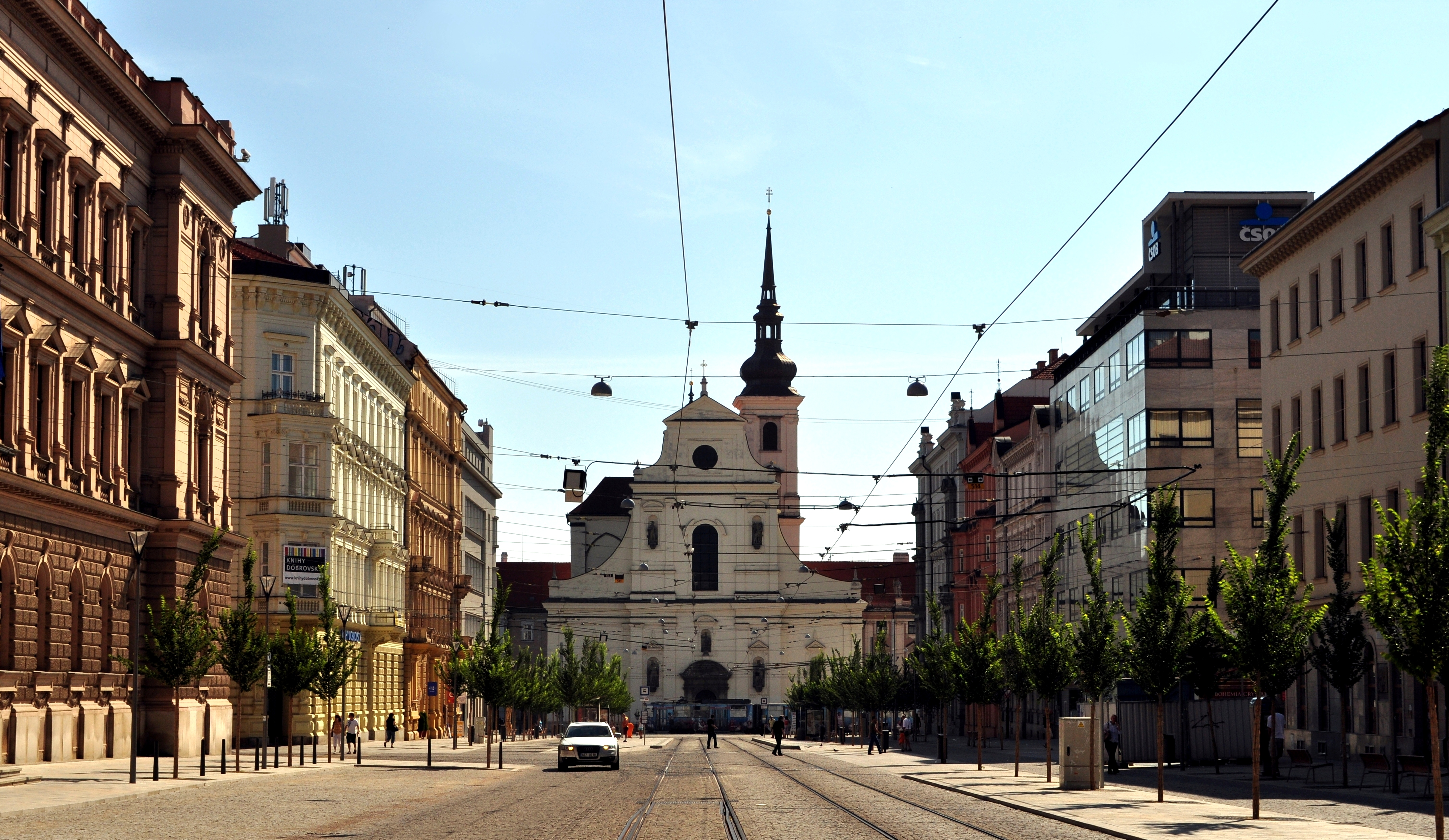
Joštova třída – hlavní bulvár Ringstrasse v Brně

Okružní třída (německy Ringstraße) je principiální urbanistický koncept vnitřního městského okruhu Brna. Byl navržen a vytvořen postupně od počátku 60. let 19. století na plochách po zbouraných masivních barokních hradbách. Její budování skončilo krátce po I. světové válce. Okružní třída je polygonální uzavřený systém bulvárů o sedmi úsecích. Ringstraße ve Vídni a Okružní třída v Brně vznikaly zcela současně a za účasti téměř stejné skupiny architektů. Vůdčí postavou byl Ludwig Förster.

## Vývoj

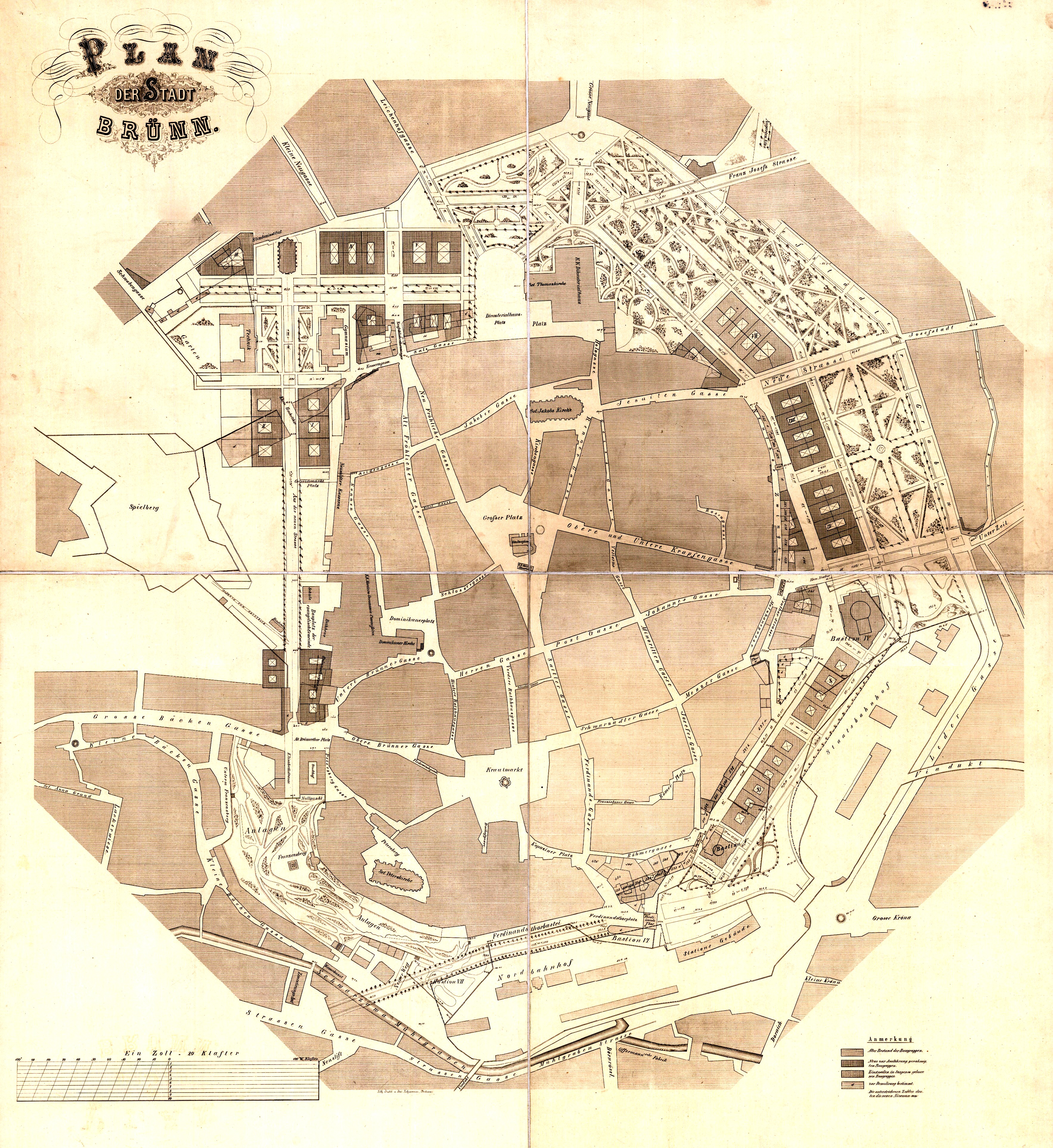
Plán města Brna z 60. let 19. století s vyznačením okružní třídy

### Historie
Vzniku Ringstrasse předcházelo postupné budování obranného systému města, k němuž došlo po etapách v rozmezí let 1640–1725. Prvním tvůrcem byl italský ženista Tensini a po něm Louis Francois de Rochet, Pier Filipe de Beichade. Závěrečným autorem byl francouzský opevňovací inženýr Rochepine. Barokní opevňovací systém o 6 respektive 7 bastionech nemohl než nereagovat na staré středověké hradební zdi tj. i místní terén, podléhal však přesným pravidlům tehdejšího opevňovacího systému s vysunutými trojúhelníkovými bastiony. Mezi bastiony byly delší přímé linie hradebních zdí, které mohly být právě z bastionů při obraně do stran ostřelovány a tak účinně chráněny. Právě tato geometrie nakonec předurčila i tvar okružní třídy. Na konci 18. století tento opevňovací systém pozbyl postupně na významu, až jej definitivně ztratil v průběhu napoleonských válek proměnou užívaných zbraní a vojenské strategie i taktiky. Od konce napoleonských válek usilovaly liberalizující se samosprávy měst (která se vlivem industrializace potřebovala rozšiřovat) o zbourání nepotřebných hradeb a získání jejich pozemků pro novou výstavbu. To se podařilo až na konci 50. let. 19. století.

### Název
Jméno Okružní třída vzniklo až novodobě – v posledních 20 letech. V Brně na rozdíl od Vídně nebylo použito pojmenování Ringstraße, patrně proto, že s ohledem na členitý terén nebyla osnova bulváru propojena v uzavřený okruh a jednotlivé úseky měly běžná uliční jména. Pouze část u nádraží nesla název Bahnring. Pojem Ringstraße se v současnosti používá jako jména urbanistického přístupu architektonického stylu v Brně i ve Vídni (podobně jako secese).

## Stavby
Architektonicky nejhodnotnějšími stavbami jsou:
- Besední dům (1871), architekt Theophil Hansen
- Pražákův palác (1874), architekt Theophil Hansen
- Berglův palác (1863), architekt Heinrich Ferstel
- Červený kostel (1867), architekt Heinrich Ferstel
- Palác Riunione Adriatica di Sicurtà (1938), architekt Karel Kotas
- Palác Morava (1926–1929), architekt Arnošt Wiesner

## Ulice
Tato sekce popisuje jednotlivé části okruhu, počínaje Nádražní ulicí.

### Nádražní
Nádražní ulice tvoří dva úseky okružní třídy na jihu a jihovýchodě města. Starší a kratší vedoucí ve směru západ–východ, zcela na úpatí skály katedrálního kopce Petrova, vznikl jako první již v průběhu 30. let 19. století, aby byl následován vznikem prvního nádraží, jehož kolejiště se s ohledem na místní situaci stavělo rovnoběžně s již existující frontou domů na Baštách. Druhá, mladší část nádražního „Ringu“ vedoucí ve směru jihozápad–severovýchod (mezi 4. a 5. bastionem) byla vytyčena později až se vznikem celkového konceptu okružní třídy. Tato část nabyla také rysů nejvíce analogických vídeňské Ringstraße, kdy dlouhá fronta stejně vysokých domů vytvářela výraznou bulvární perspektivu a byla podporována čtyřmi řadami stromořadí a dlouhými úsečkami chodníkových hran a kolejí tramvaje. Starší úsek je dlouhý 370 a široký max. 70 m (před nádražní dvoranou), mladší (východní úsek – dnes Benešova) 343 a široký 48 metrů.

### Rooseveltova
Rooseveltova ulice tvoří pozdní úsek jihovýchodní části okružní třídy, kterému dominuje budova Justičního paláce od architekta Alexandera Wielemanse.

### Joštova
Joštova je hierarchicky nejvznešenější část brněnské okružní třídy a zároveň částí jejího ohniska. Vznikla prodloužením osy kostela sv. Tomáše, který je zároveň pohřebištěm moravských monarchů a jako takový byl i ve 14. století založen. Osa tudíž vede ve směru východ–západ. V této ose vznikl 40 m široký a přes 500 m dlouhý bulvár lemovaný nejdůležitějšími budovami, především monumentální budovou Moravského zemského sněmu (dnes Ústavní soud).

### Husova
Husova třída byla původně nazývána Eliščinou třídou. Stejně důležitý úsek, jehož osa je vytyčena jako kolmice spuštěná z bodu pod obeliskem v Denisových sadech na prodlouženou osu chrámu sv. Tomáše, tedy osu ulice Joštovy. Tato třída vznikla nezávisle na původní staré struktuře města a pro její průběh dokonce musela být odstřelena část skály. Od obelisku k průčelí kostela je dlouhá 740 m a široká 20 m, respektive 80 m (rozšířený úsek před protnutím s Joštovou). Nejdůležitějšími budovami jsou Besední dům a Pražákův palác.

### Koliště
Zajímavý úsek okružní třídy z doby počátku 20. století tvoří Koliště, kterému dominuje budova Nemocenské pojišťovny od architekta Bohumíra Čermáka 1912–1913. Zakomponovaný byl později – po zavedení tramvajového provozu do Rooseveltovy ulice.

## Doprava

### Tramvaje
Koňské tramvaje se objevily již na samém počátku v roce 1869 a to na trati č. 1. Později přibyly tramvaje i v Joštově ulici, a v Eliščině třídě (dnes Husova). Poslední úsek, kde byla zřízena trať tramvaje, byla serpentina prořezávající park v Denisových sadech pod Petrovem vznikl v letech 1942–1944, čímž se stala Okružní třída skutečně propojeným a společně fungujícím okružním systémem pro všechny druhy dopravy. Systém tramvajové dopravy se tak vyvíjí spolu s městem po dobu 145 let a 70 let je již uzavřeným okružním systémem s navazujícími radiálami.

### Individuální doprava
Od počátku sloužila Okružní třída pohodlné individuální dopravě kočárů a fiakrů a dalších i nákladních povozů, ale též od počátků byla součástí jejích východních a jižních segmentů tramvajová pouliční dráha. Koncept okružní třídy a tramvajové sítě se vyvíjel společně a byl budován na základě vzájemného ovlivnění. V moderní době se její existence osvědčila poměrně příznivému obrazu individuální automobilové dopravy bez dlouhodobých kolon a vleklých zahlcení.

### Podzemní doprava
Řadu desetiletí je v Brně (které má velmi hustý střed) zvažována možnost vybudování podpovrchové kolejové dopravy. Nejčastěji se v této souvislosti přicházel koncept podpovrchové tramvaje nebo lehkého metra. V 80. letech byla soustavou Okružní třídy/Ringstraße „vedena“ (navrhována) podpovrchová „rychlá tramvaj“. Ta byla navržena částečně v podzemním tunelu (úsek Šumavská–Moravské náměstí a poté v otevřeném zářezu v parcích podél Koliště až k nádraží. Koncept byl zpracován ve fázi prvního stupně projektové přípravy Metroprojektem Praha a stal se předmětem občanského odporu a roznětkou vzniku prvního politického hnutí před revolucí: Brněnského fóra.

## Okružní třída v beletrii
- Jiří Kratochvíl, Avion. Brno, Atlantis 1995
- Peter Demetz, České slunce, moravský měsíc. Ostrava
- Ivan Jelínek: Jablko se kouše. Praha Torst 1994

## Fotografie

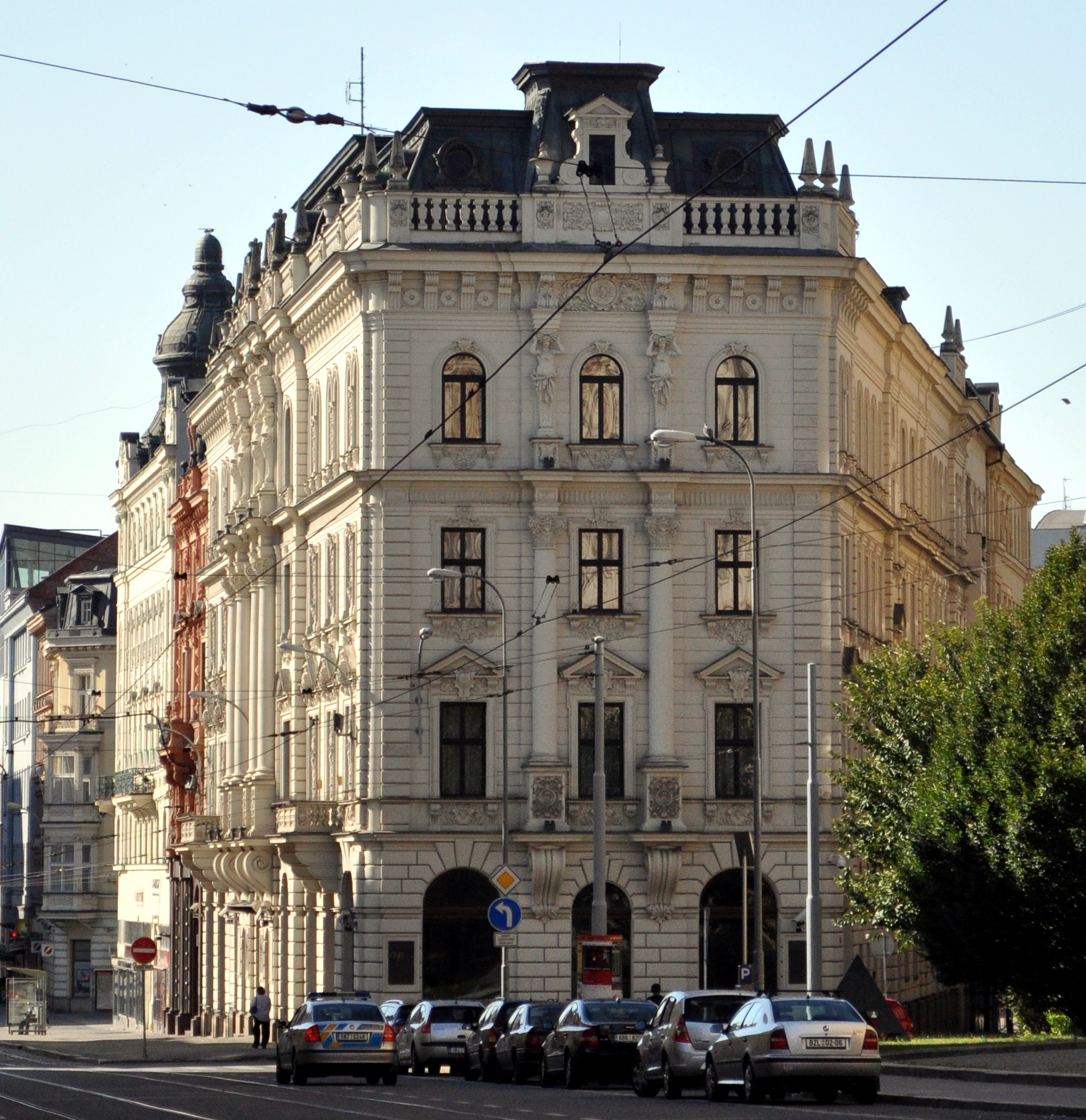
Moravská eskomptní banka (dnes ČNB) na východním úseku Okružní třídy
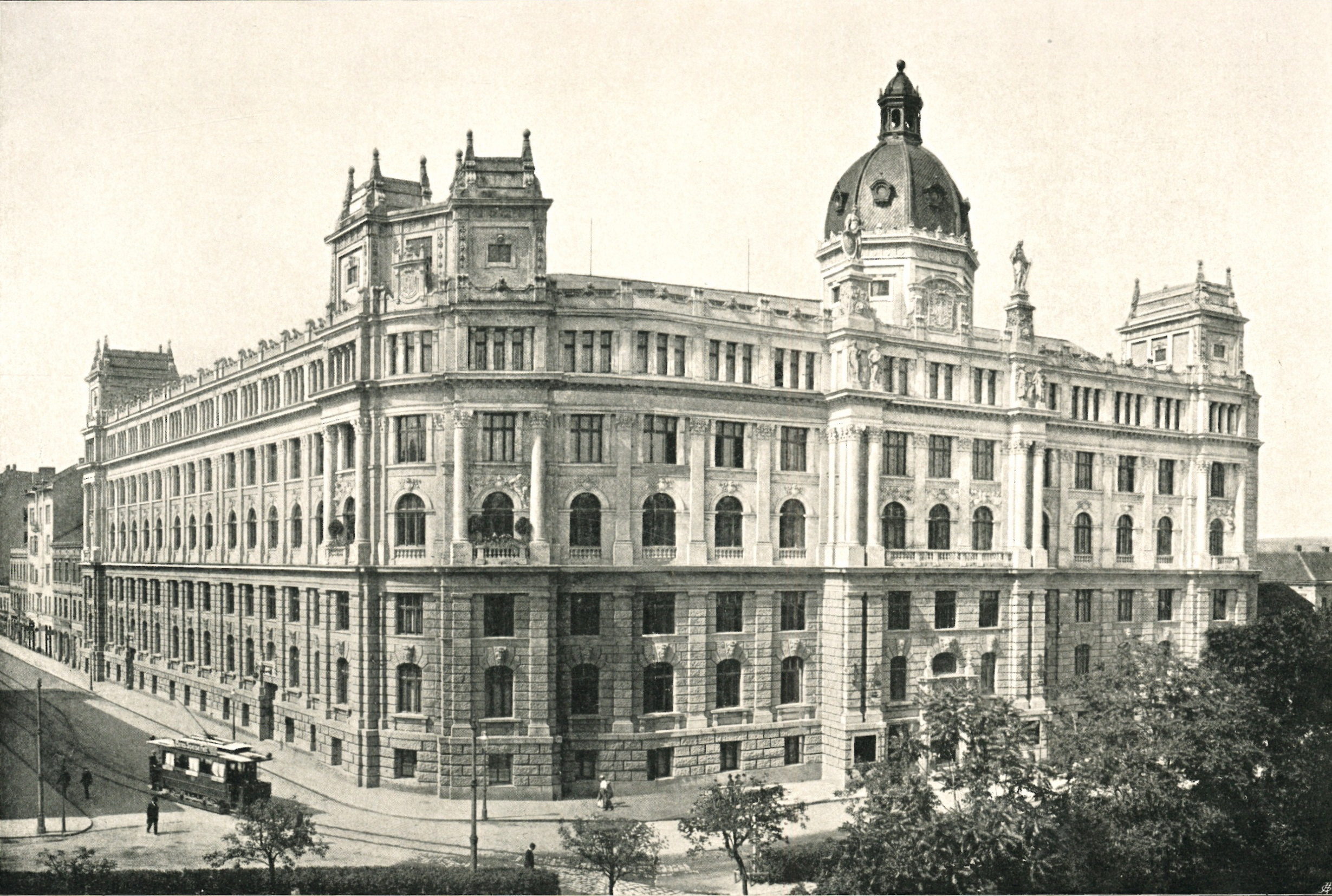
Budova moravské zemské vlády (Zemský dům)
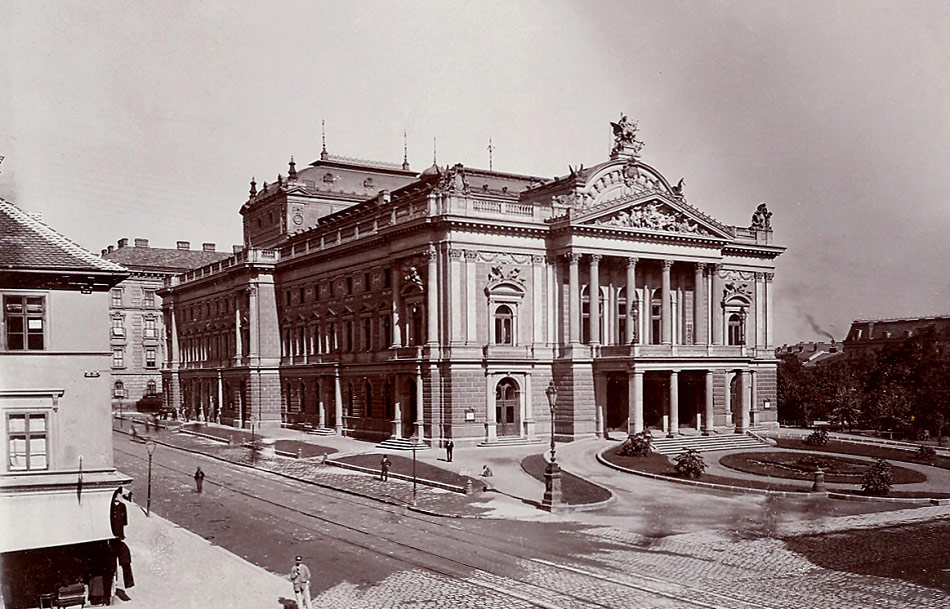
Mahenovo původně městské divadlo Brno
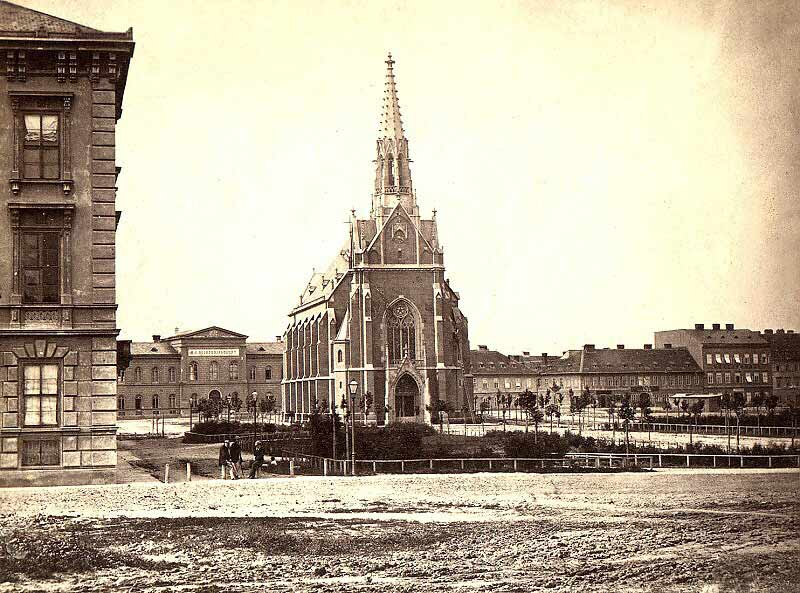
Evangelický (Červený) kostel v ohnisku Ringstrasse v Brně
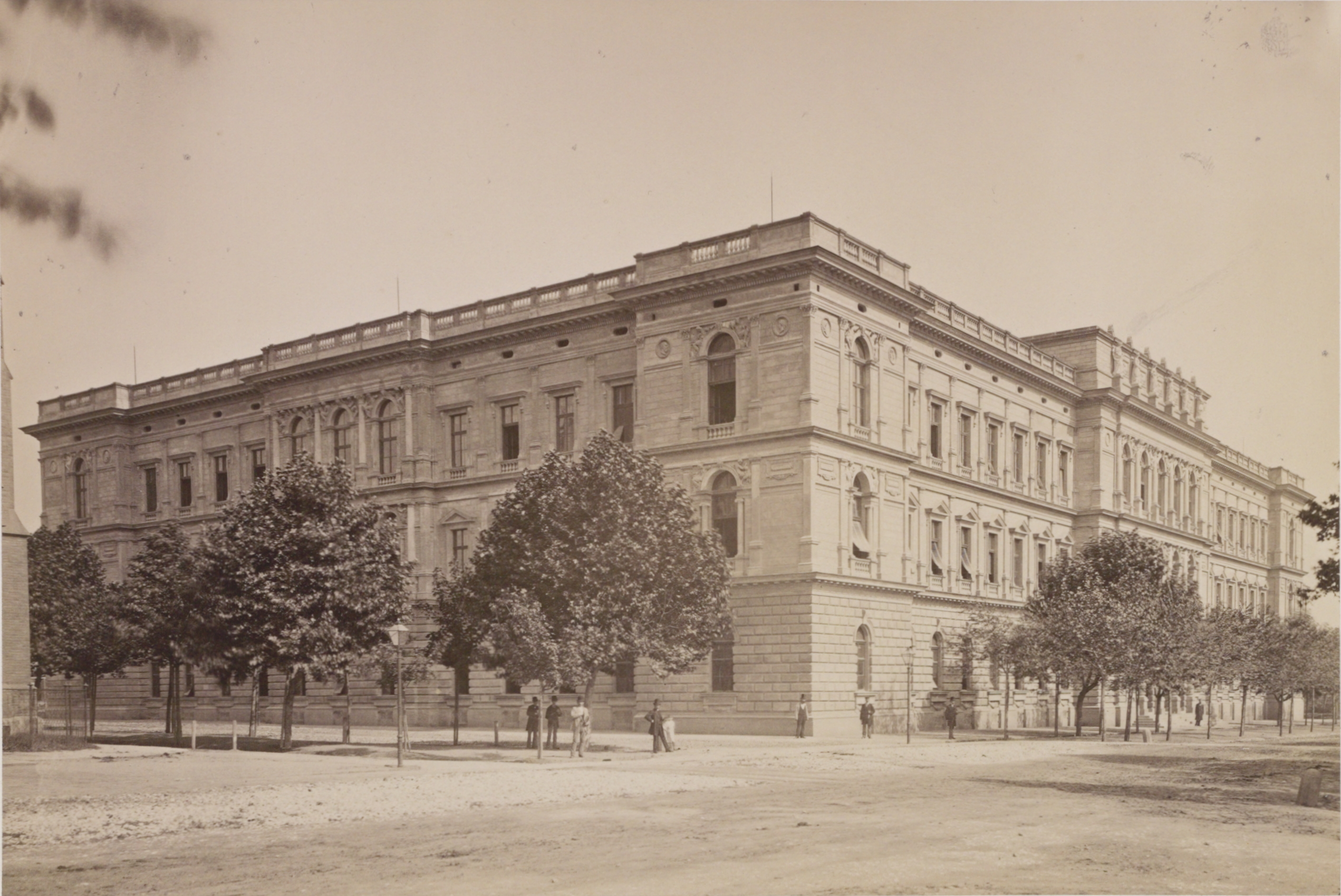
Budova zemské sněmovny na Joštově třídě (dnes Ústavní soud)
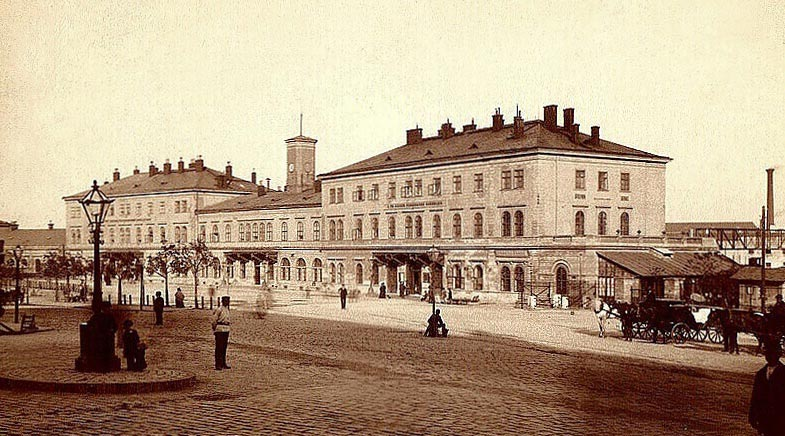
Stará hala nádražní budovy a nádražním úseku Ringstrasse